# Algoritmo de búsqueda de cadenas Boyer-Moore
El algoritmo de búsqueda de cadenas Boyer-Moore es un algoritmo de búsqueda de cadenas particularmente eficiente y ha sido el punto de referencia estándar para la literatura de búsqueda práctica de cadenas. Fue desarrollado por Bob Boyer y J Strother Moore en 1977. El algoritmo preprocesa la cadena objetivo (clave) que está siendo buscada, pero no en la cadena en que se busca (no como algunos algoritmos que procesan la cadena en que se busca y pueden entonces amortizar el coste del preprocesamiento mediante búsqueda repetida). El tiempo de ejecución del algoritmo Boyer-Moore, aunque es lineal en el tamaño de la cadena siendo buscada, puede tener un factor significativamente más bajo que muchos otros algoritmos de búsqueda: no necesita comprobar cada carácter de la cadena que es buscada, puesto que salta algunos de ellos. Generalmente el algoritmo es más rápido cuanto más grande es la clave que es buscada, usa la información conseguida desde un intento para descartar tantas posiciones del texto como sean posibles en donde la cadena no coincida.

## Cómo funciona el algoritmo
| - | - | - | - | - | - | - | X | - | - | - | - | - | - | - |
| A | N | P | A | N | M | A | N | - | - | - | - | - | - | - |
| - | A | N | P | A | N | M | A | N | - | - | - | - | - | - |
| - | - | A | N | P | A | N | M | A | N | - | - | - | - | - |
| - | - | - | A | N | P | A | N | M | A | N | - | - | - | - |
| - | - | - | - | A | N | P | A | N | M | A | N | - | - | - |
| - | - | - | - | - | A | N | P | A | N | M | A | N | - | - |
| - | - | - | - | - | - | A | N | P | A | N | M | A | N | - |
| - | - | - | - | - | - | - | A | N | P | A | N | M | A | N |

A la gente frecuentemente le sorprende el algoritmo de Boyer-Moore, cuando lo conoce, porque en su verificación intenta comprobar si hay una coincidencia en una posición particular marchando hacia atrás. Comienza una búsqueda al principio de un texto para la palabra
"ANPANMAN", por ejemplo, comprueba que la posición octava del texto en proceso contenga una "N". Si encuentra la "N", se mueve a la séptima posición para ver si contiene la última "A" de la palabra, y así sucesivamente hasta que comprueba la primera posición del texto para una "A".
La razón por la que Boyer-Moore elige este enfoque está más clara cuando consideramos que pasa si la verficación falla-por ejemplo, si en lugar de una "N" en la octava posición, encontramos una "X". La "X" no aparece en "ANPANMAN", y esto significa que no hay coincidencia para la cadena buscada en el inicio del texto-o en las siguientes siete posiciones, puesto que todas fallarían también con la "X". Después de comprobar los ocho caracteres de la palabra "ANPANMAN" para tan sólo un carácter "X", seremos capaces de saltar hacia delante y comenzar buscando una coincidencia en el final en la 16.ª posición del texto.
Esto explica por qué el rendimiento del caso promedio del algoritmo, para un texto de longitud {\displaystyle n} y patrón fijo de longitud {\displaystyle m}, es {\displaystyle n/m}: en el mejor caso, solo uno en {\displaystyle m} caracteres necesita ser comprobado. Esto también explica el resultado algo contra-intuitivo de que cuanto más largo es el patrón que estamos buscando, el algoritmo suele ser más rápido para encontrarlo.
El algoritmo precalcula dos tablas para procesar la información que obtiene en cada verificación fallada: una tabla calcula cuantas posiciones hay por delante en la siguiente búsqueda basada en el valor del carácter que no coincide; la otra hace un cálculo similar basado en cuantos caracteres coincidieron satisfactoriamente antes del intento de coincidencia fallado. (Puesto que estas dos tablas devuelven resultados indicando cuán lejos "saltar" hacia delante, son llamada en ocasiones "tablas de salto", que no deberían ser confundidas con el significado más común de tabla de saltos en ciencia de la computación.) El algoritmo se desplazará con el valor más grande de los dos valores de salto cuando no ocurra una coincidencia.

### Tabla primera
| - | - | - | - | A | M | A | N | - | - | - | - | - | - | - |
| A | N | P | A | N | M | A | N | - | - | - | - | - | - | - |
| - | A | N | P | A | N | M | A | N | - | - | - | - | - | - |
| - | - | A | N | P | A | N | M | A | N | - | - | - | - | - |
| - | - | - | A | N | P | A | N | M | A | N | - | - | - | - |
| - | - | - | - | A | N | P | A | N | M | A | N | - | - | - |
| - | - | - | - | - | A | N | P | A | N | M | A | N | - | - |
| - | - | - | - | - | - | A | N | P | A | N | M | A | N | - |

Rellénese la primera tabla como sigue. Para cada i menor que la longitud de la cadena de búsqueda, constrúyase el patrón consistente en los últimos i caracteres de la cadena precedida por un carácter no-coincidente, alinéense a la derecha el patrón y la cadena, y anótese el menor número de caracteres para que el patrón tenga que desplazarse a la izquierda para una coincidencia.

Por ejemplo, para la búsqueda de la cadena ANPANMAN, la tabla sería como sigue: 

(NMAN significa una subcadena en ANPANMAN consistente en un carácter que no es 'N' más los caracteres 'MAN'.)
| i | Patrón   | Desplazamiento a la izquierda |
| - | -------- | --- |
| 0 | N        | Es cierto que la letra siguiente a la izquierda en 'ANPANMAN' no es N (es A), de aquí que el patrón N debe desplazarse una posición a la izquierda para una coincidencia; por tanto = 1 |
| 1 | AN       | AN no es una cadena en ANPANMAN, por tanto : el desplazamiento izquierdo es el número de letras en 'ANPANMAN' = 8                                                                       |
| 2 | MAN      | Subcadena MAN coincide con ANPANMAN tres posiciones a la izquierda. Por tanto desplazamiento a la izquierda = 3                                                                         |
| 3 | NMAN     | Vemos que 'NMAN' no es una subcadena de 'ANPANMAN' pero 'NMAN' es una posible subcadena 6 posiciones más a la izquierda : ('NMANPANMAN'); por tanto = 6                                 |
| 4 | ANMAN    | 6 |
| 5 | PANMAN   | 6 |
| 6 | NPANMAN  | 6 |
| 7 | ANPANMAN | 6 |

La cantidad de desplazamiento calculada por la primera tabla es a veces llamada "desplazamiento de sufijo bueno" o "regla de sufijo bueno (fuerte)". El algoritmo original Boyer-Moore publicado usa una más simple, más débil, versión de la regla de sufijo bueno en que cada entrada en tabla de arriba no requiere una no-coincidencia para el carácter de más a la izquierda. Esto es a veces llamado "regla del sufijo bueno débil" y no es suficiente para conseguir que Boyer-Moore funcione en tiempo lineal en el peor caso.

### Tabla segunda
La segunda tabla es fácil de calcular: iniciése en el último carácter de la cadena vista y muévase hacia el primer carácter. Cada vez que usted se mueve a la izquierda, si el carácter sobre el que está no está ya en la tabla, añádalo; su valor de desplazamiento es la distancia desde el carácter más a la derecha. Todos los otros caracteres reciben un valor igual a la longitud de la cadena de búsqueda.
Ejemplo: Para la cadena ANPANMAN, la segunda tabla sería como se muestra (por claridad, las entradas son mostradas en el orden que serían añadidas a la tabla):
(La N que se supuestamente sería cero está basada en la segunda N desde la derecha porque solo anotamos el cálculo para las primeras {\displaystyle m-1} letras)
| Carácter             | Desplazamiento |
| -------------------- | -------------- |
| A                    | 1              |
| M                    | 2              |
| N                    | 3              |
| P                    | 5              |
| caracteres restantes | 8              |

La cantidad de desplazamiento calculada por la segunda tabla es a veces llamada "desplazamiento de carácter malo".

## Rendimiento del algoritmo de búsqueda de cadenas Boyer-Moore
El caso peor para encontrar todas las coincidencias en un texto necesita aproximadamente {\displaystyle 3n} comparaciones, de aquí que la complejidad sea {\displaystyle O(n)}, a pesar de que el texto contenga una coincidencia o no. Esta prueba llevó algunos años para desarrollarse. En el año en que se ideó el algoritmo, 1977, se mostró que el número máximo de comparaciones no era más de {\displaystyle 6n}; en 1980 se demostró que no era más de {\displaystyle 4n}, hasta el resultado de Cole en Sep 1991.

## Implementación

### C
```
#
 
include
 
<limits.h>

#
 
include
 
<string.h>

# define ALPHABET_SIZE (1 << CHAR_BIT)

static
 
void
 
compute_prefix
(
const
 
char
*
 
str
,
 
size_t
 
size
,
 
int
 
result
[
size
])
 
{

 
size_t
 
q
;

 
int
 
k
;

 
result
[
0
]
 
=
 
0
;

 
k
 
=
 
0
;

 
for
 
(
q
 
=
 
1
;
 
q
 
<
 
size
;
 
q
++
)
 
{

     
while
 
(
k
 
>
 
0
 
&&
 
str
[
k
]
 
!=
 
str
[
q
])

         
k
 
=
 
result
[
k
-1
];

     
if
 
(
str
[
k
]
 
==
 
str
[
q
])

         
k
++
;

     
result
[
q
]
 
=
 
k
;

 
}

}

static
 
void
 
prepare_badcharacter_heuristic
(
const
 
char
 
*
str
,
 
size_t
 
size
,

 
int
 
result
[
ALPHABET_SIZE
])
 
{

 
size_t
 
i
;

 
for
 
(
i
 
=
 
0
;
 
i
 
<
 
ALPHABET_SIZE
;
 
i
++
)

     
result
[
i
]
 
=
 
-1
;

 
for
 
(
i
 
=
 
0
;
 
i
 
<
 
size
;
 
i
++
)

     
result
[(
size_t
)
 
str
[
i
]]
 
=
 
i
;

}

void
 
prepare_goodsuffix_heuristic
(
const
 
char
 
*
normal
,
 
size_t
 
size
,

 
int
 
result
[
size
 
+
 
1
])
 
{

 
char
 
*
left
 
=
 
(
char
 
*
)
 
normal
;

 
char
 
*
right
 
=
 
left
 
+
 
size
;

 
char
 
reversed
[
size
+
1
];

 
char
 
*
tmp
 
=
 
reversed
 
+
 
size
;

 
size_t
 
i
;

 
/* reverse string */

 
*
tmp
 
=
 
0
;

 
while
 
(
left
 
<
 
right
)

     
*
(
--
tmp
)
 
=
 
*
(
left
++
);

 
int
 
prefix_normal
[
size
];

 
int
 
prefix_reversed
[
size
];

 
compute_prefix
(
normal
,
 
size
,
 
prefix_normal
);

 
compute_prefix
(
reversed
,
 
size
,
 
prefix_reversed
);

 
for
 
(
i
 
=
 
0
;
 
i
 
<=
 
size
;
 
i
++
)
 
{

     
result
[
i
]
 
=
 
size
 
-
 
prefix_normal
[
size
-1
];

 
}

 
for
 
(
i
 
=
 
0
;
 
i
 
<
 
size
;
 
i
++
)
 
{

     
const
 
int
 
j
 
=
 
size
 
-
 
prefix_reversed
[
i
];

     
const
 
int
 
k
 
=
 
i
 
-
 
prefix_reversed
[
i
]
+
1
;

     
if
 
(
result
[
j
]
 
>
 
k
)

         
result
[
j
]
 
=
 
k
;

 
}

}

/*

 * Boyer-Moore search algorithm

 */

const
 
char
 
*
boyermoore_search
(
const
 
char
 
*
haystack
,
 
const
 
char
 
*
needle
)
 
{

 
/*

 * Calc string sizes

 */

 
size_t
 
needle_len
,
 
haystack_len
;

 
needle_len
 
=
 
strlen
(
needle
);

 
haystack_len
 
=
 
strlen
(
haystack
);

 
/*

 * Simple checks

 */

 
if
(
haystack_len
 
==
 
0
)

     
return
 
NULL
;

 
if
(
needle_len
 
==
 
0
)

     
return
 
NULL
;

 
if
(
needle_len
 
>
 
haystack_len
)

     
return
 
NULL
;

 
/*

 * Initialize heuristics

 */

 
int
 
badcharacter
[
ALPHABET_SIZE
];

 
int
 
goodsuffix
[
needle_len
+
1
];

 
prepare_badcharacter_heuristic
(
needle
,
 
needle_len
,
 
badcharacter
);

 
prepare_goodsuffix_heuristic
(
needle
,
 
needle_len
,
 
goodsuffix
);

 
/*

 * Boyer-Moore search

 */

 
size_t
 
s
 
=
 
0
;

 
while
(
s
 
<=
 
(
haystack_len
 
-
 
needle_len
))

 
{

     
size_t
 
j
 
=
 
needle_len
;

     
while
(
j
 
>
 
0
 
&&
 
needle
[
j
-1
]
 
==
 
haystack
[
s
+
j
-1
])

         
j
--
;

     
if
(
j
 
>
 
0
)

     
{

         
int
 
k
 
=
 
badcharacter
[(
size_t
)
 
haystack
[
s
+
j
-1
]];

         
int
 
m
;

         
if
(
k
 
<
 
(
int
)
j
 
&&
 
(
m
 
=
 
j
-
k
-1
)
 
>
 
goodsuffix
[
j
])

             
s
+=
 
m
;

         
else

             
s
+=
 
goodsuffix
[
j
];

     
}

     
else

     
{

         
return
 
haystack
 
+
 
s
;

     
}

 
}

 
/* not found */

 
return
 
NULL
;

}

```

### Python
```
"""

Devuelve el índice del carácter dado en el alfabeto inglés, contando desde 0.

"""

def
 
alphabet_index
(
c
):

    
return
 
ord
(
c
.
lower
())
 
-
 
97
 
# 'a' is ASCII character 97

"""

Devuelve la longitud de la coincidencia de las subcadenas de S que comienzan en idx1 e idx2.

"""

def
 
match_length
(
S
,
 
idx1
,
 
idx2
):

    
if
 
idx1
 
==
 
idx2
:

        
return
 
len
(
S
)
 
-
 
idx1

    
match_count
 
=
 
0

    
while
 
idx1
 
<
 
len
(
S
)
 
and
 
idx2
 
<
 
len
(
S
)
 
and
 
S
[
idx1
]
 
==
 
S
[
idx2
]:

        
match_count
 
+=
 
1

        
idx1
 
+=
 
1

        
idx2
 
+=
 
1

    
return
 
match_count

"""

Devuelve Z, el preprocesamiento fundamental de S. Z [i] es la longitud de la subcadena

comenzando en i, que también es un prefijo de S. Este preprocesamiento se realiza en tiempo O (n),

donde n es la longitud de S.

"""

def
 
fundamental_preprocess
(
S
):

    
if
 
len
(
S
)
 
==
 
0
:
 
# Handles case of empty string

        
return
 
[]

    
if
 
len
(
S
)
 
==
 
1
:
 
# Handles case of single-character string

        
return
 
[
1
]

    
z
 
=
 
[
0
 
for
 
x
 
in
 
S
]

    
z
[
0
]
 
=
 
len
(
S
)

    
z
[
1
]
 
=
 
match_length
(
S
,
 
0
,
 
1
)

    
for
 
i
 
in
 
range
(
2
,
 
1
+
z
[
1
]):
 
# Optimization from exercise 1-5

        
z
[
i
]
 
=
 
z
[
1
]
-
i
+
1

    
# Defines lower and upper limits of z-box

    
l
 
=
 
0

    
r
 
=
 
0

    
for
 
i
 
in
 
range
(
2
+
z
[
1
],
 
len
(
S
)):

        
if
 
i
 
<=
 
r
:
 
# i falls within existing z-box

            
k
 
=
 
i
-
l

            
b
 
=
 
z
[
k
]

            
a
 
=
 
r
-
i
+
1

            
if
 
b
 
<
 
a
:
 
# b ends within existing z-box

                
z
[
i
]
 
=
 
b

            
elif
 
b
 
>
 
a
:
 
# Optimization from exercise 1-6

                
z
[
i
]
 
=
 
min
(
b
,
 
len
(
S
)
-
i
)

                
l
 
=
 
i

                
r
 
=
 
i
+
z
[
i
]
-
1

            
else
:
 
# b ends exactly at end of existing z-box

                
z
[
i
]
 
=
 
b
+
match_length
(
S
,
 
a
,
 
r
+
1
)

                
l
 
=
 
i

                
r
 
=
 
i
+
z
[
i
]
-
1

        
else
:
 
# i does not reside within existing z-box

            
z
[
i
]
 
=
 
match_length
(
S
,
 
0
,
 
i
)

            
if
 
z
[
i
]
 
>
 
0
:

                
l
 
=
 
i

                
r
 
=
 
i
+
z
[
i
]
-
1

    
return
 
z

"""

Genera R para S, que es una matriz indexada por la posición de algún carácter c en el

Alfabeto inglés. En ese índice en R hay una matriz de longitud | S | +1, especificando para cada

índice i en S (más el índice después de S) la siguiente ubicación del carácter c encontrado cuando

atravesando S de derecha a izquierda comenzando en i. Esto se usa para una búsqueda en tiempo constante

para la regla de caracteres incorrectos en el algoritmo de búsqueda de cadenas de Boyer-Moore, aunque tiene

un tamaño mucho mayor que las soluciones de tiempo no constante.

"""

def
 
bad_character_table
(
S
):

    
if
 
len
(
S
)
 
==
 
0
:

        
return
 
[[]
 
for
 
a
 
in
 
range
(
26
)]

    
R
 
=
 
[[
-
1
]
 
for
 
a
 
in
 
range
(
26
)]

    
alpha
 
=
 
[
-
1
 
for
 
a
 
in
 
range
(
26
)]

    
for
 
i
,
 
c
 
in
 
enumerate
(
S
):

        
alpha
[
alphabet_index
(
c
)]
 
=
 
i

        
for
 
j
,
 
a
 
in
 
enumerate
(
alpha
):

            
R
[
j
]
.
append
(
a
)

    
return
 
R

"""

Genera L para S, una matriz utilizada en la implementación de la regla de sufijo bueno fuerte.

L [i] = k, la posición más grande en S tal que S [i:] (el sufijo de S que comienza en i) coincide

un sufijo de S [: k] (una subcadena en S que termina en k). Usado en Boyer-Moore, L da una cantidad a

desplazar P en relación con T de modo que no se omitan instancias de P en T y un sufijo de P [: L [i]]

coincide con la subcadena de T emparejada con un sufijo de P en el intento de coincidencia anterior.

Específicamente, si el desajuste tuvo lugar en la posición i-1 en P, se da la magnitud del cambio

por la ecuación len (P) - L [i]. En el caso de que L [i] = -1, se utiliza la tabla de turno completo.

Dado que solo importan los sufijos propios, L [0] = -1.

"""

def
 
good_suffix_table
(
S
):

    
L
 
=
 
[
-
1
 
for
 
c
 
in
 
S
]

    
N
 
=
 
fundamental_preprocess
(
S
[::
-
1
])
 
# S[::-1] reverses S

    
N
.
reverse
()

    
for
 
j
 
in
 
range
(
0
,
 
len
(
S
)
-
1
):

        
i
 
=
 
len
(
S
)
 
-
 
N
[
j
]

        
if
 
i
 
!=
 
len
(
S
):

            
L
[
i
]
 
=
 
j

    
return
 
L

"""

Genera F para S, una matriz utilizada en un caso especial de la regla del sufijo bueno en el Boyer-Moore

algoritmo de búsqueda de cadenas. F [i] es la longitud del sufijo más largo de S [i:] que también es un

prefijo de S. En los casos en que se utiliza, la magnitud de desplazamiento del patrón P con respecto al

el texto T es len (P) - F [i] para un desajuste que ocurre en i-1.

"""

def
 
full_shift_table
(
S
):

    
F
 
=
 
[
0
 
for
 
c
 
in
 
S
]

    
Z
 
=
 
fundamental_preprocess
(
S
)

    
longest
 
=
 
0

    
for
 
i
,
 
zv
 
in
 
enumerate
(
reversed
(
Z
)):

        
longest
 
=
 
max
(
zv
,
 
longest
)
 
if
 
zv
 
==
 
i
+
1
 
else
 
longest

        
F
[
-
i
-
1
]
 
=
 
longest

    
return
 
F

"""

Implementación del algoritmo de búsqueda de cadenas de Boyer-Moore. Esto encuentra todas las apariciones de P

en T, e incorpora numerosas formas de preprocesar el patrón para determinar el óptimo

cantidad para cambiar la cadena y omitir las comparaciones. En la práctica, se ejecuta en O (m) (e incluso

sublineal) tiempo, donde m es la longitud de T.

"""

def
 
string_search
(
P
,
 
T
):

    
if
 
len
(
P
)
 
==
 
0
 
or
 
len
(
T
)
 
==
 
0
 
or
 
len
(
T
)
 
<
 
len
(
P
):

        
return
 
[]

    
matches
 
=
 
[]

    
# Preprocessing

    
R
 
=
 
bad_character_table
(
P
)

    
L
 
=
 
good_suffix_table
(
P
)

    
F
 
=
 
full_shift_table
(
P
)

    
k
 
=
 
len
(
P
)
 
-
 
1
      
# Represents alignment of end of P relative to T

    
previous_k
 
=
 
-
1
     
# Represents alignment in previous phase (Galil's rule)

    
while
 
k
 
<
 
len
(
T
):

        
i
 
=
 
len
(
P
)
 
-
 
1
  
# Character to compare in P

        
h
 
=
 
k
           
# Character to compare in T

        
while
 
i
 
>=
 
0
 
and
 
h
 
>
 
previous_k
 
and
 
P
[
i
]
 
==
 
T
[
h
]:
   
# Matches starting from end of P

            
i
 
-=
 
1

            
h
 
-=
 
1

        
if
 
i
 
==
 
-
1
 
or
 
h
 
==
 
previous_k
:
  
# Match has been found (Galil's rule)

            
matches
.
append
(
k
 
-
 
len
(
P
)
 
+
 
1
)

            
k
 
+=
 
len
(
P
)
-
F
[
1
]
 
if
 
len
(
P
)
 
>
 
1
 
else
 
1

        
else
:
   
# No match, shift by max of bad character and good suffix rules

            
char_shift
 
=
 
i
 
-
 
R
[
alphabet_index
(
T
[
h
])][
i
]

            
if
 
i
+
1
 
==
 
len
(
P
):
   
# Mismatch happened on first attempt

                
suffix_shift
 
=
 
1

            
elif
 
L
[
i
+
1
]
 
==
 
-
1
:
   
# Matched suffix does not appear anywhere in P

                
suffix_shift
 
=
 
len
(
P
)
 
-
 
F
[
i
+
1
]

            
else
:
               
# Matched suffix appears in P

                
suffix_shift
 
=
 
len
(
P
)
 
-
 
L
[
i
+
1
]

            
shift
 
=
 
max
(
char_shift
,
 
suffix_shift
)

            
previous_k
 
=
 
k
 
if
 
shift
 
>=
 
i
+
1
 
else
 
previous_k
  
# Galil's rule

            
k
 
+=
 
shift

    
return
 
matches

```

## Variantes
El Algoritmo Boyer-Moore Turbo toma una cantidad constante adicional de espacio para completar una búsqueda en {\displaystyle 2n} comparaciones (en contra de {\displaystyle 3n} para Boyer-Moore), donde {\displaystyle n} es el número de caracteres en el texto para ser buscado.
El algoritmo Boyer-Moore-Horspool es una simplificación del algoritmo que omite la "tabla primera". El algoritmo Boyer-Moore-Horspool requiere (en el peor caso) {\displaystyle mn} comparaciones, mientras que el algoritmo Boyer-Moore requiere (en el peor caso) tan solo {\displaystyle 3n} comparaciones.